# 운포역
운포역(雲浦驛)은 조선민주주의인민공화국 함경남도 홍원군에 위치한 평라선의 역이다.

## 연혁
- 1924년 10월 11일: 영업 개시[1]
- 일자 불명: 평라선으로 편입